# Orquesta Sinfónica de la Radio de Viena

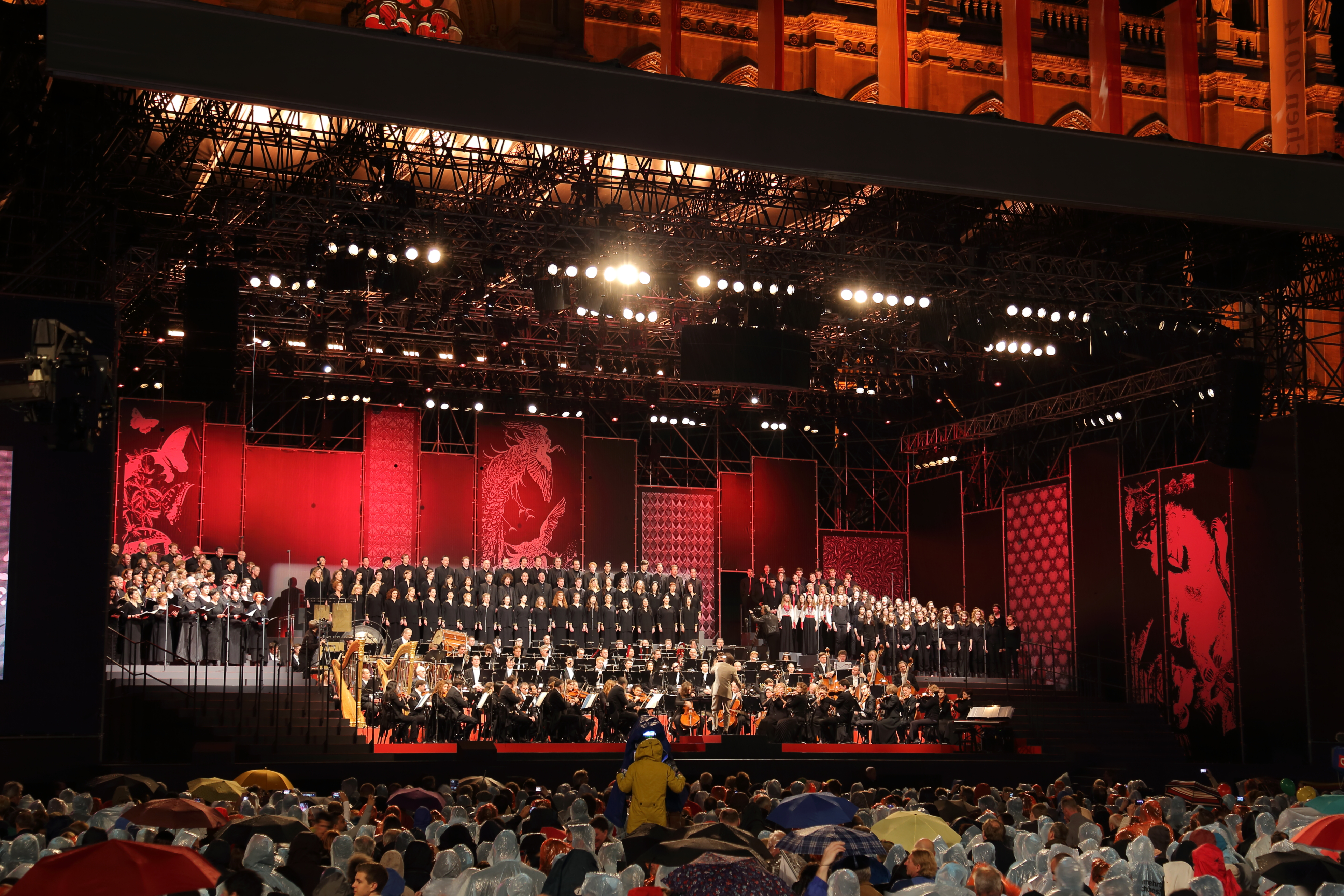
Apertura de las Semanas del Festival de Viena 2014 el 9 de mayo con el Coro Arnold Schoenberg y la Orquesta Sinfónica de la Radio de Viena bajo la dirección de Cornelius Meister.

La Orquesta Sinfónica de la Radio de Viena (en alemán: Radio Symphonieorchester Wien) es una orquesta austríaca creada por la Österreichischer Rundfunk (en español, Radiodifusión Austriaca). En 1969 nace como una de las orquestas más jóvenes de la radio y televisión europeas. Se presentan regularmente en salas de conciertos como la Konzerthaus y la Musikverein de Viena, en Festivales como el Festival de Salzburgo y en teatros de ópera como el Theater an der Wien.

## Directores
- Milan Horvat (1969-1975)
- Leif Segerstam (1975-1982)
- Lothar Zagrosek (1982-1986)
- Pinchas Steinberg (1989-1996)
- Dennis Russell Davies (1996-2002)
- Bertrand de Billy (2002-2010)
- Cornelius Meister (1 de septiembre de 2010-)[1]